# Фабіан Вайнгандль
Фабіан Вайнгандль (нім. Fabian Weinhandl; народився 3 січня 1987 у м. Грац, Австрія) — австрійський хокеїст, воротар. Виступає за «Грац 99-ерс» в Австрійській хокейній лізі. 
Вихованець хокейної школи ХК «Грац». Виступав за «Грац 99-ерс».
У складі національної збірної Австрії учасник чемпіонату світу 2011. У складі молодіжної збірної Австрії учасник чемпіонату світу 2007 (дивізіон I). У складі юніорської збірної Австрії учасник чемпіонату світу 2005 (дивізіон I).